# 月橘
月橘（學名：Murraya paniculata），別稱七里香、九里香、十里香、千里香、萬里香、滿山香、九秋香、九樹香、千只眼、千只眼跌打、千枝葉、臭千只眼、小萬年青、青木香、四季香、四時橘、石柃、石芬等，為芸香科九里香屬植物，種加詞  paniculata  意為「圓錐花序式的」。
月橘的花能提煉芳香油，花及熟果可供食用，曬乾後的花可泡茶飲用，古時貴族使用月橘的樹皮或樹脂，與雅香同置薰籠中薰香衣服，木材堅硬可作手杖、印章、農具及小刀柄等，亦常人工栽培作綠籬之用。花期4－9月，果期9－12月。月橘的花因濃郁而獨特的香味，能飄散往遠處故而有七里香、九里香、十里香、千里香、萬里香、滿山香等之稱。

## 分佈及生境
原產於亞洲南部，現分佈於台灣、中國大陸、琉球、菲律賓、印尼、馬來西亞、斯里蘭卡、印度、澳洲等地，中國國內分佈於海南、廣東、福建及廣西、貴州、雲南、湖南四省區的南部，多長於海拔高的山地疏林或密林中或低地的丘陵地之中，喜溫暖較濕潤的氣候，不耐寒，生長適合溫度介孚於攝氏20－28度，常見於石灰岩地區，花崗岩地區亦有分佈。亦有人工栽培作綠籬之用，主要以扞插、播種及高空壓條法繁殖，扞插法苗多，但成株慢，播種法則可快速獲大量苗木，故一般大多選用播種法。主要蟲害為蚜蟲引致的煤煙病、星天牛幼蟲侵害基部及粉蚧。

## 形態特徵
月橘是一種常綠灌木或小喬木植物，高約1－10米，最高可達12米。樹幹及小枝淡黃灰或灰白色，略有光澤，無毛，分枝細長且多，小枝圓柱形，橫切面呈鈍三角形，底邊近圓弧形，木質堅硬。葉為奇數羽狀複葉，互生，常為3－5片，稀有7片，幼時為單葉，葉軸不具翅；小葉3－9片，常為5－7片，卵形、卵狀披針形至近菱形，互生，頂部狹長漸尖、尾狀漸尖，有時短尖或稍凹，基部近圓至寬楔形，變異極大，兩側對稱或一側偏斜，紙質或厚紙質，表面深綠色，有光澤，背面青綠色，密生腺點，腺點乾後呈褐黑色，全緣，呈波浪狀起伏，中脈凸出，沿中脈披微柔毛或近無毛，側脈每邊4－8條，無毛，長約2－9厘米，寬約1－4厘米；小葉近無柄，披微柔毛，長不足1厘米。花為聚傘花序，頂生或生於上部葉腋內，通常花為10朵以內，有時多達50餘朵，有時為單花，花白色，星狀，極芳香，直徑約3－4厘米；花序軸披微柔毛；花梗細長，長約6－10毫米；萼片4－5枚，卵狀三角形，宿存，邊緣有疏毛，具油點，長約1－2毫米；花瓣4－5枚，狹長橢圓形或倒披針形，白色或淺黃色，盛花時稍反折，散生淡黃色半透明腺點，披微柔毛，長約2－2.5厘米，寬約2－5毫米；雄蕊8－10枚，長短相間，長的長約10－12毫米，短的長約6－7毫米；花絲線狀，上部漸細而頂端尖，下部扁而較寬，比花柱略短，無毛；花藥卵形或橢圓形，長不及1毫米；雌蕊子房上位，長筒形，2室，每室有1－2胚珠，2胚珠時為上下連生；花柱棒狀，綠色，連子房長約12毫米；柱頭比子房寬或等寬。果為漿果，卵形或橢圓形，先端尖銳，成熟時由綠色轉變為橙黃至朱紅色，有甚多乾後凸起但中央窩點狀下陷的油點，長約1－2厘米，寬5－14毫米，大小變化大；種子1－2顆；種皮具棉質毛。

## 醫藥用途
月橘以葉和帶葉嫩枝入藥，味辛、微苦，性溫，有小毒，歸心、肝、肺經，陰虛火亢者忌用，藥材主產於廣西、廣東、福建等地。中藥名為九里香，藥用之名始載於《嶺南採藥錄》，具祛風除濕、行氣活血、散瘀止痛、解毒等功效，主治胃痛、脘腹氣痛、風濕痹痛、牙痛、疥癬、腫毒、皮膚瘙癢、跌打腫痛、蟲蛇咬傷等。根莖煎劑有抗生育、局部麻醉及解痙等功效，能治平喘、老年慢性支氣管炎等。花果有散瘀止痛、行氣活血、解毒消腫等功效，能治風濕痹痛、胃脘疼痛、跌打損傷、蛇蟲咬傷等。多種九里香屬植物自古以來已使用九里香之名作入藥之用，而本種與同屬的九里香（Murraya exotica ）同載錄於《中國藥典》2005年版，同為中藥九里香的法定原植物來源種之一。

## 同種異名
- 九里香（Murraya exotica），同為芸香科九里香屬植物，分別在於九里香的自然分佈於離海岸不遠處的砂壤土地，而月橘則分佈於海拔高的山地疏林或密林中或低地的丘陵地之中；九里香喜陽光，耐乾熱，而月橘立地則喜較濕潤及頗耐陰。九里香的花葉均較月橘小，九里香的小葉最寬處為葉片的中部以上，頂端鈍，有時近圓或急尖，長約3厘米，寬約1.5厘米；月橘的小葉最寬處為葉片的中部或中部以下，頂端漸尖或短尖，長約2－8厘米。九里香的成熟果實長與寬約略相等，頂端鈍或急尖；月橘的成熟果實長遠過於寬，多為狹長橢圓形，頂端錐尖[3][20]。

## 流行文化
台灣男歌手周杰倫於2004年發布專輯「七里香」，其中主打曲「七里香」是一首現代詩的情歌。

## 外部連結
- （简体中文） 月橘[]中國植物圖像庫
- Murraya paniculata (L.) Jack[永久]香港植物標本室
- Murraya paniculata香港教育城
- 植物分類嘉義大學景觀植物圖鑑
- 香港觀賞植物照片廊香港康樂及文化事務署
- 九里香 Jiulixiang （页面存档备份，存于） 藥用植物圖像數據庫 (香港浸會大學中醫藥學院)（中文）（英文）
- 千里香 Qianlixiang （页面存档备份，存于） 藥用植物圖像數據庫 (香港浸會大學中醫藥學院)（中文）（英文）
- 九里香 中藥材圖像數據庫  (香港浸會大學中醫藥學院) （中文）（英文）
- 九里香 Jiu Li Xiang （页面存档备份，存于） 中藥標本數據庫 (香港浸會大學中醫藥學院) （繁體中文）（英文）